# Светски дан океана
Светски дан океана (енгл. World Oceans Day) се обележава сваког 8. јуна.

## Историјат
Обележавање Светског дана океана су први предложили канадски Међународни центар за развој океана и канадски Институт за океан на Земаљском самиту у Рио де Жанеиру.
Брундтландова комисија, позната и као Светска комисија за животну средину и развој, је у извештају 1987. године истакла значај бављења океанима. Први Светски дан океана је обележен 1992. са циљем привлачења пажње међувладиних, невладиних и приобалних група широм света. 
Од 2002. The Ocean Project и World Ocean Network су координисали догађајем на глобалном нивоу. Основан је веб-сајт WorldOceanDay са циљем промовисања важности океана, укључивања и стварања промена за планету. Служио је као извор информација организаторима догађаја како да помогну својим заједницама и глобално учествују кроз ширење образовних и активних ресурса, идеја и алата. Године 2004. су The Ocean Project и World Ocean Network покренули петицију Help Make a Difference for our Ocean Planet! која је могла да се потпише онлајн и уживо. 
Генерална скупштина Уједињених нација је децембра 2008. усвојила Декларацију о званичном признању 8. јуна као Светског дана океана. Обележавају га све државе чланице Уједињених нација, међу којима су Аргентина, Аустралија, Аустрија, Бразил, Канада, Чиле, Данска, Финска, Француска, Немачка, Индија, Израел, Италија, Јапан, Мексико, Пољска, Јужна Африка и Сједињене Америчке Државе са циљем подржавања имплементације глобалних циљева одрживог развоја и подстицања јавног интереса за заштиту океана и одрживо управљање његовим ресурсима.